# آر جيه تيكست إد (محرر نصوص)
آر جيه تيكست إد هو محرر نصوص مبني على لغة دلفي وينتمي لفئة البرمجيات المجانية وهو موجه بشكل عام للمطورين والمبرمجين لتحرير نصوص الشيفرات المصدرية وبالإمكان أيضاً استخدامه كأداه بسيطة لتطوير صفحات الويب ويعمل على نظام ميكروسوفت ويندوز.

## المزايا والوظائف
- يستخدم المحرر مجموعة من الأساليب لدعم عملية تعليم الصيغة أو تمييز الصيغة لنصوص الشيفرة المصدرية.
- يتيح المحرر للمستخدمين وظيفة الاكمال التلقائي (Autocomplete).
- دعم وظيفة التلميحات (Tooltips) أثناء تحرير النصوص.
- دعم معاينة الشيفرات المصدرية لكل من أتش تي أم أل، أيه أس بي، وبي إتش بي.
- وجود مدقق إملائي مع المحرر.[1]

## خصائص المحرر
تعتمد واجهة آر جيه تيكست إد الرسومية على نهج واجهة الملفات المتعددة (Multiple document interface) مع إظهار ملفات التحرير على شكل ألسن ويخدم بذلك عمليات التحرير والفتح لملفات متعددة في نفس الوقت، ويتضمن المحرر مزايا وخصائص أخرى منها:
- احتوائه على متصفح ويب.
- احتوائه على مدير ملفات.
- محرر خاص لتحرير نصوص سي أس أس (CSS).

بالإضافة إلى مجموعة متنوعة من أدوات التطوير المخصصة للويب

## وصلات خارجية
- الصفحة الرئيسية لمحرر آر جيه تيكست إد
- موقع منتدى آر جيه تيكست إد